# Carska Kina
Carska Kina ili Kinesko Carstvo je izraz kojim se opisuje period kineske povijesti koji okvirno počinje s 221. pr. Kr. i ujedinjenjem Kine pod prvom carskom dinastijom Qin, a završava godine 1912. kada je svrgnuta posljednja carska dinastija Qing. Obično se dijeli na tri velika pod-perioda:
- Rana carska Kina
- Srednja carska Kina
- Kasna carska Kina

Izraz Kinesko Carstvo je također koristila i kratkotrajna država koju je 1915. proglasio Yuan Shikai.